# Linowo (Dubeninki)
Linowo (deutsch Linnawen, 1938 bis 1945 Linnau (Ostpr.)) ist ein Dorf in der polnischen Woiwodschaft Ermland-Masuren, das zur Landgemeinde Dubeninki (Dubeningken, 1938 bis 1945 Dubeningen) im Powiat Gołdapski (Goldap) gehört.

## Geographie
Linowo liegt am Südostrand der Rominter Heide (polnisch: Puszcza Romincka) am Linnawer See (1938 bis 1945 Linnauer See, polnisch: Jezioro Linowo), 21 Kilometer östlich der Kreisstadt Gołdap. Die Grenze zwischen den Woiwodschaften Ermland-Masuren und Podlachien (sie entspricht in etwa der einstigen Staatsgrenze zwischen dem Deutschen Reich und Polen) ist weniger als zwei Kilometer entfernt.

## Geschichte
Das kleine und damals Linawen genannte Dorf wurde im Jahre 1557 erstmals erwähnt. Nach 1589 Linawischken, dann bis 1938 Linnawen genannt, bestand der Ort aus mehreren kleinen Gehöften. 
Im Jahr 1874 wurde Linnawen in den Amtsbezirk Loyen eingegliedert, der – 1939 in „Amtsbezirk Loien“ umbenannt – bis 1945 bestand und zum Kreis Goldap im Regierungsbezirk Gumbinnen der preußischen Provinz Ostpreußen gehörte.
In Linnawen lebten 1910 211 Menschen. Ihre Zahl verringerte sich bis 1933 auf 147 und betrug 1939 155.
Im Zuge der nationalsozialistischen Umbenennungsaktion erhielt Linnawen am 3. Juni 1938 den Namen „Linnau (Ostpr.)“. Sieben Jahre später kam das Dorf in Kriegsfolge zu Polen und heißt seitdem „Linowo“. Das Dorf ist Sitz eines Schulzenamtes (polnisch: Sołectwo) und eine Ortschaft im Verbund der Gmina Dubeninki im Powiat Gołdapski in der Woiwodschaft Ermland-Masuren. Die Einwohnerzahl beläuft sich auf 62.

## Religionen

### Kirchengemeinden
Mehrheitlich war die Bevölkerung Linnawens vor 1945 evangelischer Konfession und in das Kirchspiel der Kirche Dubeningken im Kirchenkreis Goldap innerhalb der Kirchenprovinz Ostpreußen der Kirche der Altpreußischen Union eingepfarrt. Die wenigen Katholiken waren zur Pfarrkirche in Goldap im Bistum Ermland hin orientiert.
Nach 1945 änderten sich die Zugehörigkeiten: Die nun mehrheitlich katholischen Kirchenglieder übernahmen die bisher evangelische Kirche in Dubeninki als ihre Pfarrkirche, die zum Dekanat Filipów im Bistum Ełk der Katholischen Kirche in Polen gehört. Die evangelischen Kirchenglieder gehören zur Kirchengemeinde Gołdap, die eine Filialgemeinde der Kirche in Suwałki in der Diözese Masuren der Evangelisch-Augsburgischen Kirche in Polen ist.

### Evangelischer Friedhof
In Linowo existiert noch ein evangelischer Friedhof (polnisch: cmentarz ewangelicki) aus dem 19. Jahrhundert. Er steht jetzt als Kulturdenkmal unter besonderem Schutz.

## Verkehr
Linowo liegt relativ abseits im Nordosten der Woiwodschaft Ermland-Masuren, wohl aber im touristischen Einzugsbereich der Rominter Heide. Durch den Ort verläuft die Woiwodschaftsstraße DW 651, die die Kreisstadt Gołdap mit dem Grenzort Żytkiejmy (Szittkehmen/Schittkehmen, 1938 bis 1945 Wehrkirchen) verbindet und weiter in die Woiwodschaft Podlachien bis nach Sejny führt. In Linowo enden zwei Straßenverbindungen: aus südlicher Richtung eine Nebenstraße aus Jemieliste und Przerośl aus der Woiwodschaft Podlachien, aus nördlicher Richtung eine Landwegverbindung aus der Rominter Heide über Żabojady (Szabojeden, 1938 bis 1945 Sprindberg). 
Eine Bahnanbindung besteht nicht mehr, seit die einst auch „Kaiserbahn“ genannte Bahnstrecke Goldap–Szittkehmen mit der nächstgelegenen Bahnstation Blindgallen/Schneegrund (polnisch: Błąkały) in Kriegsfolge außer Betrieb genommen wurde.